# Château de Gmünd
 (août 2022).
Le château de Gmünd est un château-fort en ruine situé sur le territoire de la commune de Gmünd in Kärnten, dans le land de Carinthie, en Autriche. Le château est construit vers le milieu du XIVe siècle pour le compte du prince-archevêque de Salzbourg puis agrandi à la fin de ce siècle. Dans la deuxième moitié du XVe siècle, l’archevêque Bernhard von Rohr, en conflit avec Frédéric III, autorise les Hongrois à occuper ses possessions en Carinthie. Ceux-ci s’installent en 1480 dans le château, à partir duquel ils terrorisent la région. Cela conduit les habitants à le prendre d’assaut ; endommagé le château est alors remis à l’empereur, qui le revend à l’archevêque après la guerre.
Le château est en grande partie reconstruit entre 1504 et 1511. Il est acheté en 1555 par l’empereur, qui y fait ajouter une aile Renaissance. La construction du palais urbain au début du XVIIe siècle amène le vieux château, bien moins confortable, à être délaissé ; il est alors endommagé par un tremblement de terre en 1690, puis finalement détruit par un incendie en 1886. Il fait l’objet de restauration à partir des années 1970 puis est ouvert au public en 1987. Il abrite un restaurant depuis 1992 et sert occasionnellement de site de spectacle.